# Serica texana
Serica texana är en skalbaggsart som beskrevs av Leconte 1856. Serica texana ingår i släktet Serica och familjen Melolonthidae. Inga underarter finns listade i Catalogue of Life.